# Comunità montana Versante dello Stretto
La Comunità montana Versante dello Stretto era una comunità montana calabrese, situata nella provincia di Reggio Calabria. Con Legge Regionale n.25/2013 le Comunità Montane calabresi sono state soppresse e poste in liquidazione. Con delibera della Giunta Regionale n. 243 del 04/07/2013 sono stati nominati i Commissari liquidatori.
La sede della Comunità si trovava nella cittadina di Cardeto.
Con la legge sulla riforma delle Comunità montane, l'ente era passato da 11 comuni a 9.

## Geografia fisica
Al momento della soppressione della Comunità Montana, questa comprendeva 9 comuni che gravitano sulla parte ionica dell'Aspromonte, affacciata sullo Stretto di Messina.

La superficie della Comunità Montana era pari a 253,68 km² mentre la sua popolazione era di circa 25.000 abitanti.

## Comuni
| Stemma | Comune                      | Popolazione (ab) | Superficie (km2) |
| ------ | --------------------------- | ---------------- | ---------------- |
|        | Calanna                     | 1.011            | 10 km²           |
|        | Cardeto                     | 1.891            | 36 km²           |
|        | Laganadi                    | 428              | 8 km²            |
|        | Montebello Jonico           | 6.462            | 55 km²           |
|        | Motta San Giovanni          | 6.344            | 46 km²           |
|        | Sant'Alessio in Aspromonte  | 363              | 4 km²            |
|        | Santo Stefano in Aspromonte | 1.320            | 17 km²           |
|        | San Roberto                 | 1.903            | 34 km²           |
|        | Scilla                      | 5.121            | 43,68 km²        |

## Galleria d'immagini

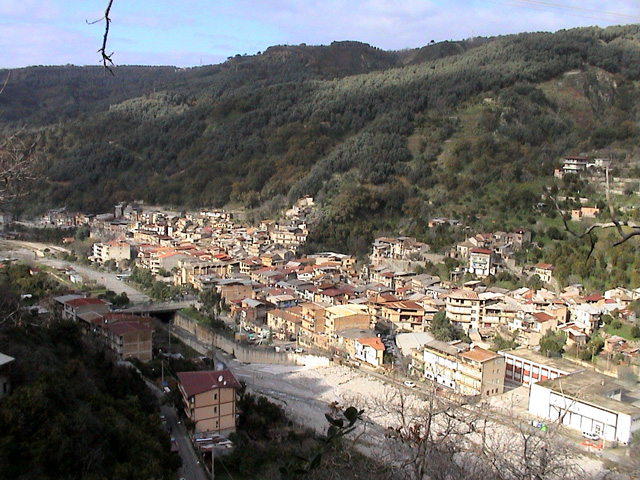
Panorama di San Roberto
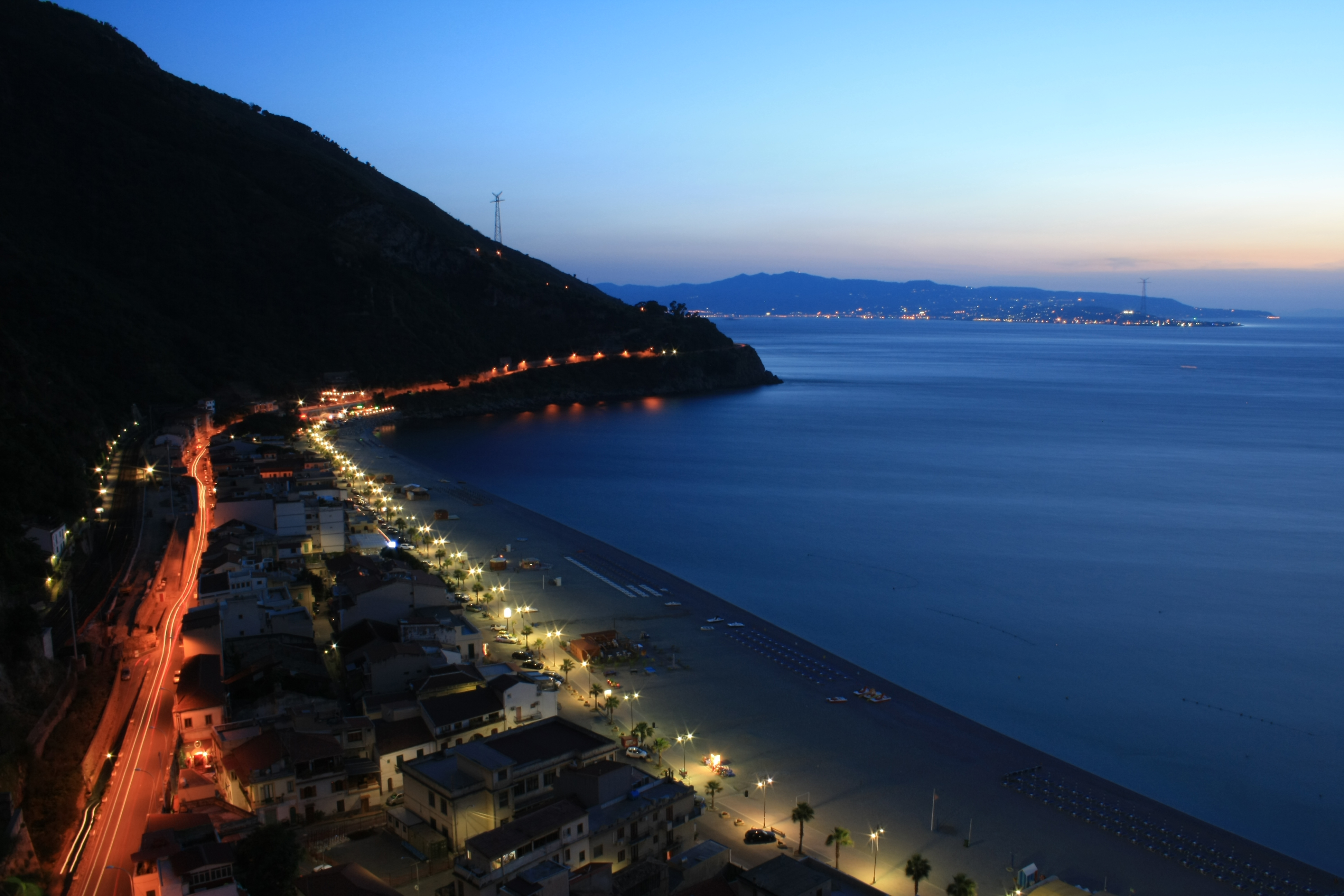
Panorama di Scilla